# Niżnij Szybriaj
Niżnij Szybriaj (ros. Нижний Шибряй) – wieś (sieło) w Rosji, w obwodzie tambowskim, w rejonie uwarowskim. W 2010 liczyła 1115 mieszkańców.